# Mika (futbolista)
Michael Simões Domingues (Yverdon-les-Bains, Suiza, 8 de marzo de 1991), más conocido como Mika, es un futbolista portugués que juega en la posición de portero en el Moreirense F. C. de la Primeira Liga.

## Selección nacional

### Selección sub-20
Mika fue designado por Ilidio Vale para representar a Portugal en la Copa Mundial de Fútbol Sub-20 de 2011 en Colombia. Su excelente desempeño le permitió llevarse el premio Guante de Oro al mejor portero del campeonato. El joven de 20 años mantuvo su valla invicta durante 575 minutos y, con esto, superó el récord que mantenía hasta el momento el chileno Cristopher Toselli en Canadá 2007, con 493 minutos. Mika recibió en el certamen 3 goles, todos en la final.

### Participaciones con la selección
| Torneo                      | Sede     | Resultado  |
| --------------------------- | -------- | ---------- |
| Copa Mundial Sub-20 de 2011 | Colombia | Subcampeón |

## Clubes
| Club                 | País       | Año       |
| -------------------- | ---------- | --------- |
| União Leiria         | Portugal   | 2010-2011 |
| S. L. Benfica        | Portugal   | 2011-2012 |
| S. L. Benfica "B"    | Portugal   | 2012-2014 |
| Atlético C. P.       | Portugal   | 2014      |
| Boavista F. C.       | Portugal   | 2014-2016 |
| Sunderland A. F. C.  | Inglaterra | 2016-2018 |
| União Leiria         | Portugal   | 2018      |
| Belenenses SAD       | Portugal   | 2018-2019 |
| Académica de Coimbra | Portugal   | 2019-2022 |
| Vitória F. C.        | Portugal   | 2023      |
| Moreirense F. C.     | Portugal   | 2024-     |